# Thamnosma crenata
Thamnosma crenata är en vinruteväxtart som först beskrevs av Adolf Engler, och fick sitt nu gällande namn av M. Thulin. Thamnosma crenata ingår i släktet Thamnosma och familjen vinruteväxter. Inga underarter finns listade i Catalogue of Life.